# Campionati europei under 18 di atletica leggera 2024
I campionati europei under 18 di atletica leggera 2024 sono stati la quarta edizione dei campionati europei under 18 di atletica leggera (in inglese European Athletics U18 Championships). Si sono svolti a Banská Bystrica, in Slovacchia, dal 18 al 21 luglio 2024. Il programma previde 40 diverse discipline, 20 maschili e 20 femminili.
L'edizione precedente si era svolta a Gerusalemme nel 2022.

## Minimi di partecipazione
Nelle manifestazioni internazionali U18 sono previsti massimo due atleti per nazione per ogni gara.
| Gara                   | Uomini FIDAL                                              | Uomini EAA                                                | Donne FIDAL                                               | DONNE EAA                                                 |
| ---------------------- | --------------------------------------------------------- | --------------------------------------------------------- | --------------------------------------------------------- | --------------------------------------------------------- |
| 100 m                  | 10"80                                                     | 10"90                                                     | 11"95                                                     | 12"25                                                     |
| 200 m                  | 21"75                                                     | 22"40                                                     | 24"55                                                     | 25"20                                                     |
| 400 m                  | 49"25                                                     | 59"90                                                     | 56"50                                                     | 57"30                                                     |
| 800 m                  | 1'53"00                                                   | 1'56"00                                                   | 2'09"50                                                   | 2'14"20                                                   |
| 1500 m                 | 3'55"00                                                   | 3'59"00                                                   | 4'32"00                                                   | 4'35"00                                                   |
| 3000 m                 | 8'30"00                                                   | 8'30"00                                                   | 9'46"00                                                   | 9'46"00                                                   |
| Marcia 5 000 m         |                                                           | 23'30"00                                                  |                                                           | 26'00"0                                                   |
| 100 m hs               | –                                                         | –                                                         | 14"05 (0,762 m)                                           | 14"25 (0,762 m)                                           |
| 110 m hs               | 14"05 (0,914 m)                                           | 14"45 (0,914 m)                                           | –                                                         | –                                                         |
| 400 m hs               | 54"25 (0,838 m)                                           | 56"20 (0,838 m)                                           | 1'02"00 (0,762 m)                                         | 1'03"50 (0,762 m)                                         |
| 2000 m siepi           | 6'05"00                                                   | 6'08"00 (0,838 m)                                         | 7'05"00                                                   | 7'14"00 (0,762 m)                                         |
| Staffetta svedese      | Possono partecipare 16 squadre per ogni gara di staffetta | Possono partecipare 16 squadre per ogni gara di staffetta | Possono partecipare 16 squadre per ogni gara di staffetta | Possono partecipare 16 squadre per ogni gara di staffetta |
| Salto in alto          | 2.02 m                                                    | 2,00 m                                                    | 1.75 m                                                    | 1,74 m                                                    |
| Salto con l'asta       | 4.60 m                                                    | 4,55 m                                                    | 3.75 m                                                    | 3,65 m                                                    |
| Salto in lungo         | 7.05 m                                                    | 6,95 m                                                    | 5.90 m                                                    | 5,80 m                                                    |
| Salto triplo           | 14.40 m                                                   | 14,10 m                                                   | 12.35 m                                                   | 12,20 m                                                   |
| Getto del peso         | 17.00 m (5 kg)                                            | 17,00 m (5 kg)                                            | 14.50 m (3 kg)                                            | 14,40 m (3 kg)                                            |
| Lancio del disco       | 53.50 m                                                   | 53,00 m (1,5 kg)                                          | 40.50 m                                                   | 40,50 m (1 kg)                                            |
| Lancio del martello    | 62.50 m (5 kg)                                            | 62,50 m (5 kg)                                            | 57.00 m (3 kg)                                            | 57,00 m (3 kg)                                            |
| Lancio del giavellotto | 63.00 m (700 g)                                           | 63,00 m (700 g)                                           | 46.50 m (800 g)                                           | 46,50 m (700 g)                                           |
| Eptathlon              | –                                                         | –                                                         | 4950 p.                                                   | 4950 p.                                                   |
| Decathlon              | 6400 p.                                                   | 6400 p.                                                   | –                                                         | –                                                         |

## Risultati

### Uomini
| Specialità | Oro | Prestazione | Argento                                                                                         | Prestazione   | Bronzo                                                                                    | Prestazione |
| Corse piane | |             |                                                                                                 |               |                                                                                           |             |
| 100 m piani | Jacob Kemminer | 10"46       | Joel Masters                                                                                    | 10"51         | Joel Ajayi                                                                                | 10"61       |
| 200 m piani | Diego Nappi | 20"81       | Ivano Bevanda                                                                                   | 21"17         | Joe Burke                                                                                 | 21"31       |
| 400 m piani | Stanisław Strzelecki                                                                                                 | 46"50       | Milann Klemenic                                                                                 | 46"78         | Conor Kelly                                                                               | 46"97       |
| 800 m piani | Matthew McKenna | 1'52"91     | Aaron Ceballos                                                                                  | 1'53"21       | Łukasz Zaczyk                                                                             | 1'53"60     |
| 1 500 m piani | Filip Toul | 3'54"77     | Aldin Ćatović                                                                                   | 3'55"14       | Aloïs Abraham                                                                             | 3'56"55     |
| 3 000 m piani | Aldin Ćatović | 8'07"03     | Vittore Simone Borromini                                                                        | 8'09"01       | Sebastian Lörstad                                                                         | 8'11"71     |
| Marcia 5 000 m | Alessio Coppola | 21'01"44    | Séamus Clarke                                                                                   | 21'05"70      | Nicolò Vidal                                                                              | 21'11"87    |
| Corse a ostacoli | |             |                                                                                                 |               |                                                                                           |             |
| 110 m ostacoli (91,4 cm) | Kyan Escalona | 13"22       | Lucas Domergue                                                                                  | 13"34         | Hristiyan Kasabov                                                                         | 13"47       |
| 400 m ostacoli (84 cm) | Michal Rada | 49"42       | Marek Váňa                                                                                      | 51"12         | Tommaso Ardizzone                                                                         | 51"38       |
| 2 000 m siepi | Bakr El Asri | 5'46"79     | Adam Červinka                                                                                   | 5'47"71       | Jakob Rödel                                                                               | 5'47"77     |
| Salti | |             |                                                                                                 |               |                                                                                           |             |
| Salto in alto | Svante Svensson | 2,09 m      | Antoine Antczak                                                                                 | 2,08 m        | Vuk Šolaja                                                                                | 2,08 m      |
| Salto con l'asta | Mathias Urbanczyk | 5,10 m      | Nikita Mirkin Henri Apri                                                                        | 5,00 m 5,00 m | Non assegnato                                                                             |             |
| Salto in lungo | Remi Mourie | 7,72 m      | Áron Hajdú                                                                                      | 7,58 m        | Daniele Inzoli                                                                            | 7,54 m      |
| Salto triplo | Emmanuel Idinna | 15,85 m     | Francesco Efeosa Crotti                                                                         | 15,49 m       | Benedikt Maurer                                                                           | 15,11 m     |
| Lanci | |             |                                                                                                 |               |                                                                                           |             |
| Getto del peso (5 kg) | Ștefan Alexandru Ciobanu                                                                                             | 19,99 m     | Ludvig Ellgren                                                                                  | 19,19 m       | Jan Ferina                                                                                | 19,04 m     |
| Lancio del disco (1,5 kg) | Jakub Rodziak | 64,21 m     | Yaroslav Lystopad                                                                               | 60,93 m       | Cian Crampton                                                                             | 60,55 m     |
| Lancio del martello (5 kg) | Thomas Williams | 73,95 m     | Dimo Andreev                                                                                    | 72,49 m       | Magno Llopis                                                                              | 72,48 m     |
| Lancio del giavellotto (700 g) | Pietro Villa | 76,04 m     | Roch Krukowski                                                                                  | 74,84 m       | Teemu Simoinen                                                                            | 73,24 m     |
| Staffette | |             |                                                                                                 |               |                                                                                           |             |
| Staffetta svedese 100 - 200 - 300 - 400 m | Polonia Nikodem Dymiński Jakub Foremny Bartłomiej Adamczyk Stanisław Strzelecki Alexander Wojtasik Oliver Frackowiak | 1'51"62     | Germania Jakob Kemminer Louis Schuster Jannis Dettner Milan Stadler Ben Tröster Marc Weidenbach | 1'51"82       | Italia Fabrizio Caporusso Daniele Inzoli Tommaso Carfagna Daniele Salemi Valerio Mazzilli | 1'52"02     |
| Prove multiple | |             |                                                                                                 |               |                                                                                           |             |
| Decathlon (under 18) | Tristan Konso | 7549 p.     | Liam Belo Da Silva                                                                              | 7318 p.       | Kilian Trochain                                                                           | 6645 p.     |
| miglior prestazione mondiale under 18; miglior prestazione mondiale stagionale under 18; record europeo; miglior prestazione europea stagionale; record europeo under 18; record dei campionati; record nazionale; record nazionale under 18; record personale; record personale stagionale. | |             |                                                                                                 |               |                                                                                           |             |

### Donne
| Specialità | Oro | Prestazione | Argento                                                                                      | Prestazione | Bronzo                                                                                  | Prestazione |
| Corse piane | |             |                                                                                              |             |                                                                                         |             |
| 100 m piani | Radina Velichkova | 11"46       | Shade Laporal                                                                                | 11"54       | Miia Ott                                                                                | 11"62       |
| 200 m piani | Elisa Valensin | 23"09       | Margherita Castellani                                                                        | 23"35       | Pauline Richter                                                                         | 23"50       |
| 400 m piani | Anastazja Kuś | 51"89       | Kara Dacosta                                                                                 | 52"60       | Madelief van Leur                                                                       | 51"19       |
| 800 m piani | Adéla Holubová | 2'04"23     | Shaikira King                                                                                | 2'04"29     | Carmen Cernjul                                                                          | 2'04"52     |
| 1 500 m piani | Lyla Belshaw | 4'13"01     | Isla McGowan                                                                                 | 4'14"78     | Wilma Bekkemoen Torbiörnsson                                                            | 4'16"45     |
| 3 000 m piani | Katie Pye | 9'20"25     | Julia Ehrle                                                                                  | 9'20"31     | Olivia Forrest                                                                          | 9'21"66     |
| Marcia 5 000 m | Serena Di Fabio | 21'50"80    | Alessia Cristina Pop                                                                         | 22'03"11    | Petra Kusá                                                                              | 23'49"22    |
| Corse a ostacoli | |             |                                                                                              |             |                                                                                         |             |
| 100 m ostacoli (76,2 cm) | Laura Frličková | 12"97       | Zofia Rojek                                                                                  | 13"33       | Auxane Kingue                                                                           | 13"37       |
| 400 m ostacoli | Nina Radová | 58"00       | Eva Barbarić                                                                                 | 58"85       | Lalie Pouzancre-Hoyer                                                                   | 59"07       |
| 2 000 m siepi | Astrid Cecilie Berntsen | 6'32"11     | Ema Berková                                                                                  | 6'34"63     | Nadia Soto                                                                              | 6'35"04     |
| Salti | |             |                                                                                              |             |                                                                                         |             |
| Salto in alto | Lilianna Bátori | 1,84 m      | Aitana Alonso                                                                                | 1,81 m      | Yman Ossie Tchiengue                                                                    | 1,81 m      |
| Salto con l'asta | Anastasia Boumpoulidi | 4,20 m      | Embla Matilde Njerve                                                                         | 4,15 m      | Beate Pott                                                                              | 4,15 m      |
| Salto in lungo | Evelina Olsson | 6,35 m      | Joana Fiodorovaitė                                                                           | 6,23 m      | Radina Velichkova                                                                       | 6,16 m =    |
| Salto triplo | Brenda Džiliana Apsīte | 13,18 m     | Melina Zaragka                                                                               | 13,10 m     | Elisa Valenti                                                                           | 12,99 m     |
| Lanci | |             |                                                                                              |             |                                                                                         |             |
| Getto del peso (3 kg) | Maria Rafailidou | 18,46 m     | Angelina Shepel                                                                              | 17,09 m     | Anastasia Mihaela Andreadi                                                              | 16,70 m     |
| Lancio del disco | Nadjela Wepiwe | 51,61 m     | Andrea Njimi Tankeu Djeudji                                                                  | 50,01 m     | Vita Barbić                                                                             | 49,50 m     |
| Lancio del martello (3 kg) | Clara Hegemann | 72,93 m     | Polina Dzerozhinska                                                                          | 72,92 m     | Nova Kienast                                                                            | 71,72 m     |
| Lancio del giavellotto (500 g) | Vita Barbić | 61,07 m     | Konstanze Irlinger                                                                           | 57,64 m     | Rabiye Çiçek                                                                            | 54,52 m     |
| Staffette | |             |                                                                                              |             |                                                                                         |             |
| Staffetta svedese (100 - 200 - 300 - 400 m) | Italia Viola Canovi Margherita Castellani Laura Frattaroli Elisa Valensin Vittoria Masiero Benedetta Dambruoso Zoe Fiorentini | 2'05"23     | Polonia Oliwia Kasprzak Aleksandra Jeż Zofia Tomczyk Anastazja Kuś Maya Woźniak Lena Kanicka | 2'05"54     | Gran Bretagna Nell Desir Thea Brown Shiloh Omotosho Kara Dacosta Elsie Brindle Ava John | 2'05"90     |
| Prove multiple | |             |                                                                                              |             |                                                                                         |             |
| Eptathlon (under 18) | Enni Virjonen | 6151 p.     | Thea Brown                                                                                   | 5807 p.     | Maria Schnemilich                                                                       | 5732 p.     |
| miglior prestazione mondiale under 18; miglior prestazione mondiale stagionale under 18; record europeo; miglior prestazione europea stagionale; record europeo under 18; record dei campionati; record nazionale; record nazionale under 18; record personale; record personale stagionale. | |             |                                                                                              |             |                                                                                         |             |

## Medagliere
| Posizione | Paese         | Oro | Argento | Bronzo | Totale |
| --------- | ------------- | --- | ------- | ------ | ------ |
| 1         | Italia        | 7   | 3       | 5      | 15     |
| 2         | Polonia       | 4   | 3       | 1      | 8      |
| 3         | Rep. Ceca     | 4   | 3       | 0      | 7      |
| 4         | Gran Bretagna | 3   | 5       | 3      | 11     |
| 5         | Germania      | 3   | 3       | 5      | 11     |
| 6         | Francia       | 2   | 4       | 5      | 11     |
| 7         | Svezia        | 2   | 3       | 3      | 8      |
| 8         | Grecia        | 2   | 1       | 1      | 4      |
| 9         | Spagna        | 1   | 3       | 2      | 6      |
| 10        | Irlanda       | 1   | 1       | 3      | 5      |
| 11        | Bulgaria      | 1   | 1       | 2      | 4      |
| 11        | Croazia       | 1   | 1       | 2      | 4      |
| 12        | Estonia       | 1   | 1       | 1      | 3      |
| 12        | Norvegia      | 1   | 1       | 1      | 3      |
| 12        | Serbia        | 1   | 1       | 1      | 3      |
| 14        | Ungheria      | 1   | 1       | 0      | 2      |
| 14        | Romania       | 1   | 1       | 0      | 2      |
| 15        | Finlandia     | 1   | 0       | 1      | 2      |
| 15        | Slovacchia    | 1   | 0       | 1      | 1      |
| 16        | Belgio        | 1   | 0       | 0      | 1      |
| 16        | Lettonia      | 1   | 0       | 0      | 1      |
| 17        | Ucraina       | 0   | 3       | 0      | 3      |
| 18        | Israele       | 0   | 1       | 0      | 1      |
| 18        | Lituania      | 0   | 1       | 0      | 1      |
| 19        | Paesi Bassi   | 0   | 0       | 1      | 1      |
| 20        | Turchia       | 0   | 0       | 1      | 1      |
| Totale    | Totale        | 40  | 41      | 39     | 120    |